# Hunsrückschiefer

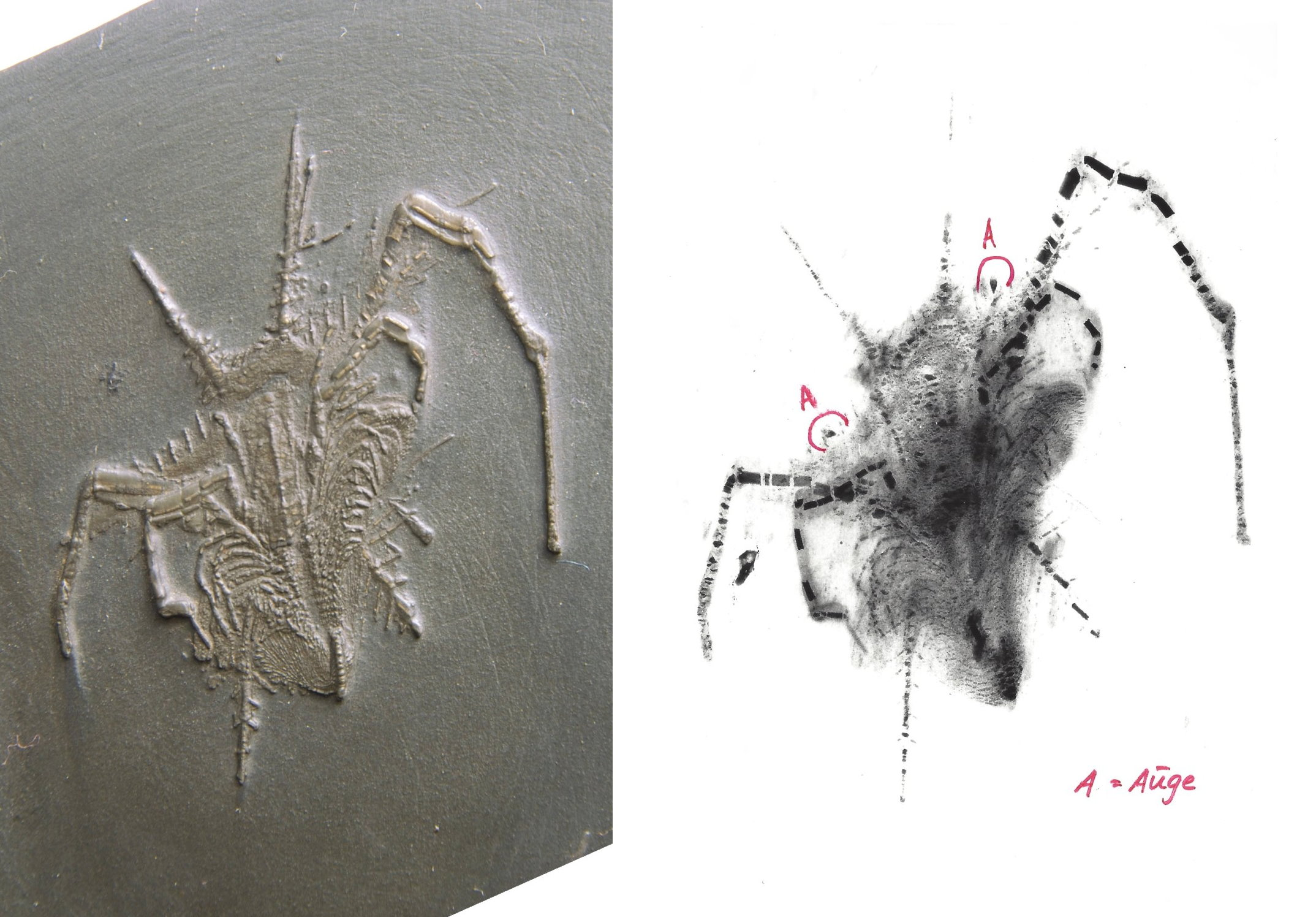
Gliederfüßer Mimetaster hexagonalis, Fossil und Röntgenbild, „Auge“ markiert durch W. Stürmer (1971); Bundenbach

Als Hunsrückschiefer werden schwach metamorph überprägte Tonschiefer aus dem westlichen Rheinischen Schiefergebirge, insbesondere dem Hunsrück, dem Taunus und der Eifel, bezeichnet, die als marine Sedimente im Erdzeitalter des Devon abgelagert worden sind. Die leicht spaltbaren Schiefer wurden früher verbreitet als Dachschiefer genutzt, diese Nutzung besteht in wenigen Betrieben bis heute fort.
In der Geologie werden oft unterschieden Hunsrückschiefer im engeren Sinn, der nur Sedimente aus der chronostratigraphischen Stufe des Emsium, oder nur dessen früher vor allem anhand der Brachiopodenfauna unterschiedenen biostratigraphischen Unterstufen Ulmen (bzw. Ulmen und Siegen) des älteren Unteremsium umfassen würde, und ein Hunsrückschiefer im weiteren Sinne, der auch alle Gesteine ähnlicher Fazies aus angrenzenden Unterstufen mit umfassen würde. Der Hunsrückschiefer im engeren Sinne umfasst insbesondere die weltberühmte Fossillagerstätte der Dachschiefergruben bei Bundenbach, Gemünden und Herrstein im Mittelhunsrück, auf die der Name oft direkt bezogen wird. Andere Autoren lehnen eine stratigraphische Verwendung völlig ab, für sie ist der Hunsrückschiefer lediglich eine lithologische und fazielle Bezeichnung.

## Verbreitung
Der Hunsrückschiefer bildet ein breites, durch die variszische Faltung stark gegliedertes Band, das auf etwa 150 Kilometer Länge den Hunsrück links des Rheins und den rechtsrheinischen Südwesttaunus, nördlich der Stadt Bingen am Rhein, durchzieht und außerdem, davon abgegrenzt, einen Gürtel in der südlichen Eifel, zwischen der Mosel im Süden und der Stadt Mayen im Norden. Es handelt sich um die Sedimentfüllung eines ehemaligen trogartigen Meeresbeckens, die stellenweise in Trogachsen über fünf Kilometer Mächtigkeit, im Mittelhunsrück etwa einen Kilometer Mächtigkeit, aufweist. Der Sedimenttrog setzt sich, unterbrochen und durch jüngere Sedimente verhüllt, nach Nordosten mindestens über das Lahn-Dillgebiet bis zum Harz fort. Die hier anstehenden, faziell ähnlichen Schiefergesteine wie der Wissenbacher Schiefer werden aber nicht mehr als Hunsrückschiefer bezeichnet. Stratigraphisch wird der typische Hunsrückschiefer unterlagert von Taunusquarzit oder anderen Quarziten wie dem Gilsbach-Quarzit und überlagert von sogenannten Porphyroiden, vulkanischen Tuffen. Jeweils einer, oder beide, fehlen allerdings in Teilen des Verbreitungsgebiets.

## Entstehung
Im Unterdevon bildete die Region des heutigen Rheinischen Schiefergebirges einen Abschnitt eines langgestreckten Meeresbeckens, damals mit Lage in Äquatornähe, das als rhenoherzynisches Becken (auch rhenoherzynische Zone, rhenoherzynischer Ozean) bezeichnet wird. Dieses war ein Randmeer des Rheischen Ozeans, von dem es durch eine Schwelle, möglicherweise auch eine Halbinsel oder Inselkette, getrennt war (eine frühere kontinentale Zone verschwand vermutlich im Unteremsium und wurde durch eine untermarine Schwelle abgelöst). Der Rheische Ozean trennte einen nördlichen Kontinent, „Old Red“ oder Laurussia genannt, der kurz vorher durch Verschmelzung mehrerer Krustenblöcke oder Terranen, Baltica, Avalonia und Laurentia entstanden war, und einen südlichen Kontinent, genannt Gondwana. Die Deutung des Rhenoherzynischen Beckens ist in der Geologie nicht ganz eindeutig. Während einige Geologen einen passiven Kontinentalrand annehmen, gehen viele von einem aktiven Kontinentalrand mit separater Subduktionszone aus. Angenommen wird in beiden Fällen ein relativ schmales (250 bis 300 Kilometer), aber langgestrecktes (mehr als 2000 Kilometer) Meeresbecken in Südwest-Nordost-Erstreckung. Der Hunsrückschiefer entstand aus der Sedimentfüllung des rhenoherzynischen Beckens. In einer Theorie wird es rekonstruiert als sogenannte rhenoherzynische Zone, als kontinentales Becken eines Schelfmeers mit unterlagernder kontinentaler Kruste, die aus dem schon früher von Süden her mit Laurussia kollidierten und mit ihm verschmolzenen Kleinkontinent Avalonia stammt und aufgrund von Verdünnung der gedehnten Kruste absackte. Der Hunsrückschiefer gehört dabei zu der küstenferner gebildeten, feinkörnigen sogenannten „Rheinischen Fazies“. Das in mehrere durch Schwellen getrennte Unterbecken gegliederte Becken senkte sich, vermutlich an einem aktiven Rift bis ins Unteremsium stark ab, so dass Sedimentmächtigkeiten von insgesamt teilweise 10 Kilometer resultierten. Die Küstenlinie des Old-Red-Kontinents wird in etwa auf der Linie der heutigen Städte Aachen und Leverkusen lokalisiert.
Die Sedimente des Hunsrückschiefers wurden entweder von Norden her, vom Old-Red-Kontinent her, oder aus der Schwellenregion im Süden („Zentralhunsrück-Schwelle“ als Teil der Mitteldeutschen Schwelle) in das Becken eingetragen. Je nach Küstennähe handelte es sich um feinsandige bis tonige Sedimente, die in einem Schelfmeer, in vermutlich nicht mehr als etwa 200 Meter Meerestiefe, abgelagert wurden. Gröbere sandige oder kiesige (konglomeratische) Sedimente fehlen hier völlig. Teilweise sind von fluviatilen Sedimenten beeinflusste Deltabildungen zu erschließen. Labil gelagerte Sedimente konnten plötzlich, etwa bei seismischen Aktivitäten, wieder ins Rutschen geraten und untermeerische Trübströme bilden. Diese führten vermutlich zur guten Erhaltung der Fossilien.
Später kam es im Zuge der variszischen Gebirgsbildung zur Kollision der Kontinente Laurussia und Gondwana, wobei der Rheische Ozean und sein Nebenmeer verschwanden. Die Sedimente wurden dabei aufgefaltet und metamorph überprägt, wobei der heutige Hunsrückschiefer entstand.

## Gestein
Die Schichtfugen der Schieferplatten folgen der Schieferung des Gesteins, sie sind also erst im Zuge der Metamorphose entstanden und entsprechen nicht den alten Schichtgrenzen des Sediments. Daher sind gut erhaltene Fossilien nur in den Ablagerungen zu finden, in denen Schieferung und Sedimentschichten annähernd parallel zueinander verlaufen, ansonsten zerfallen die Fossilien beim Spalten der Schieferplatten. Im Falle eines deutlichen Winkels zwischen Schieferung und Schichtung sind die Schieferplatten gestreift („Knappstein“ genannt).

### Dachschiefer
Hunsrückschiefer wurden, und werden teilweise bis heute, für die Gewinnung von Schieferplatten als Dachschiefer abgebaut. Geeignet sind nur gut und gerade plattenartig spaltbare Schiefer mit geringen Fremdbeimengungen, vor allem Eisensulfiden (Pyrit und Markasit), Calcit und organischen, kohligen Beimengungen. Splittrig brechende Schiefer werden in geringerem Umfang lokal für den Wegebau abgebaut. Die Dachschiefer des Hunsrück sind einfarbig schwarz gefärbt. Die für Dachschiefer geeigneten Lagen sind meist nicht sehr mächtig und nur einige Hundert Meter ausdauernd, dadurch entstanden eine Vielzahl, meist kleiner Gruben. Abgebaut wurde sowohl im Tagebau wie im Stollenbau unter Tage. Die Dachschieferplatten wurden früher mit Spalteisen und Holzhämmern per Hand gespalten und zugerichtet. Linksrheinisch, im Hunsrück und der Eifel, waren in der unmittelbaren Nachkriegszeit noch 22 Dachschiefergruben im Hunsrückschiefer im Abbau. Der Abbau ging in den 1960er Jahren nieder, weil günstigere Importschiefer und synthetischer „Kunstschiefer“ das Material vom Markt verdrängten. Zeitweise wurde es vor allem zur Restaurierung historischer Gebäude noch nachgefragt.
Bis 2022 war die einzig arbeitende Dachschiefergrube im Hunsrückschiefer die 1984 neu erschlossene Altlayer Schiefergrube im nördlichen Hunsrück. In der Altlayer Schiefergrube werden vergleichsweise wenige Fossilien gefunden.
Ein wichtiges Abbaugebiet für Dachschiefer im Hunsrückschiefer war der sogenannte Moselschiefer mit den Bergwerken Grube Katzenberg bei Mayen und Margareta bei Polch in der Eifel. Der Abbau wurde hier 2019 eingestellt. In der etwa 3 Kilometer mächtigen Schieferlage befinden sind vier Folgen, die als Dachschiefer geeignet waren.
In Hessen wurde früher Dachschiefer aus Hunsrückschiefer im Wispertal zwischen Bad Schwalbach und Lorsch gewonnen, der Abbau besaß nur lokale Bedeutung und wurde vor langer Zeit eingestellt.
Berühmt als Fossillagerstätte, deren Funde weltweit in Museen gezeigt werden, sind die ehemaligen Dachschiefergruben bei Bundenbach im Hunsrück. Der letzte Abbau durch die Firma Johann & Backes wurde hier 1999 eingestellt. Die unter Tage arbeitende Grube Herrenberg wurde als Besucherbergwerk touristisch erschlossen. Aufgrund eines Steinschlags im Februar 2022 ist die Grube bis auf unbestimmte Zeit geschlossen. Die Schieferschichten im ehemaligen Tagebau Eschenbach standen nahezu senkrecht. Zum Ende des Bergbaus wurde von Wissenschaftlern 1997 im „Projekt Nahecaris“ (benannt nach der hier häufig gefundenen Nahecaris, einer fossilen Gattung der Unterklasse Phyllocarida der Höheren Krebse) in einer wissenschaftlichen Grabung ein Gesteinsblock geborgen, um die Stratigraphie der fossilführenden Schichten im Detail aufzuklären. Da die meisten Fossilien von Steinbrucharbeitern beim Zurichten der Platten gefunden worden waren, war diese bis dahin unzureichend bekannt. Die Schließung der Grube Obereschenbach 1999 ließ viele Fragen zur Entschlüsselung eines marinen Ökosystems unbeantwortet. 2022 gibt es einen Lichtblick: Das Traditionsunternehmen Theis-Böger erschließt erstmals wieder Schieferlagen in Bundenbach in der 2019 neueröffneten Grube Frühberg im Tagebau.

## Fossilien

### Bundenbacher Schiefer
Die Dachschiefer-Vorkommen bei Bundenbach weisen die am besten erhaltenen Fossilien des Hunsrückschiefer auf, so dass in internationaler Fachliteratur der Name Hunsrückschiefer oft nur für diese Fossillagerstätte verwendet wird. Mit über 190 Gattungen und mehr als 270 Tierarten stellen die Bundenbacher Schiefer weltweit die bedeutendste Fossillagerstätte aus der Zeit des Devons dar. Im Bundenbacher Schiefer treten daneben ähnliche Faunen wie in anderen Fundstellen des Hunsrückschiefer insgesamt auf, diese aber in eingeschalteten Gesteinen anderer Fazies, also nicht zusammen mit den Dachschiefer-Fossilien. Der Ablagerungsraum, ein Flachmeer (Schelf) in der Nähe des damaligen Äquators, war gegliedert in einzelne Becken (Tröge). Charakteristisch für die Ablagerung bei Bundenbach, im Wisper-Trog, war eine ruhige Sedimentation ohne viel Energie, typisch sind filigrane Fossilien. Dagegen waren die Ablagerungen bei Atlay, im Bornhofener Trog, bei Mayen, im Mayener Trog, stärker geprägt von sandigen Ablagerungen aus dem Old Red-Kontinent (Laurussia) im Norden und weisen deshalb eine Fauna mit robusteren Formen auf. Die besondere Erhaltung der Dachschiefer-Fossilien wird damit erklärt, dass bei untermeerischen Rutschungen (Trübströmen) in Hangbereichen des Schelfs ganze Lebensgemeinschaften abrupt mit Sediment überschüttet wurden und so der normalen Zersetzung entgingen. Entgegen früherer Annahmen war der Meeresboden hier also wohl nicht anoxisch und lebensfeindlich. Die besondere Erhaltung der Fossilien im Bundenbacher Schiefer, die oft in Weichteilerhaltung vorliegen, beruht darauf, dass die Fossilien pyritisiert vorliegen, also das ehemalige Lebewesen, unter Einschluss von Teilen des Weichkörpers, durch das Eisenmineral Pyrit ersetzt worden ist. Dadurch ist es außerdem möglich, noch vollständig im Gestein eingebettete Fossilien durch Durchleuchten mit Röntgenstrahlung sichtbar zu machen; diese Technik wurde seit den 1950er Jahren durch den Physiker Wilhelm Stürmer für die Untersuchung von Fossilien anhand des Hunsrückschiefers neu erschlossen. Zusätzlich sind einige Fossilien teilweise durch Kieselsäure und Phosphate ersetzt.
Im Bundenbacher Schiefer blieben ganze Lebensgemeinschaften des Meeresbodens fossil erhalten und erlauben einen weltweit einmaligen Einblick in die devonische Fauna. Besonders vielfältig sind die Sternentiere (Seesterne und Schlangensterne) sowie Seelilien als Vertreter der Stachelhäuter. Allerdings sind die Wirbeltiere dabei eher schlecht vertreten. Zwar gibt es hier sieben Arten von Panzerfischen, die aber meist nur fragmentarisch erhalten sind. Von den Stachelhaien (Acanthodii) liegen nur isolierte Stachel vor. Gut erhaltene Panzerfische der Gattungen Gemuendina (Rhenanida) und Drepanaspis (Pteraspidiformes) waren abgeplattete, bodenlebende Formen, Gemuendina ähnelte der Gestalt rezenter Engelhaie, sie erreichten im Maximum etwa 60 Zentimeter bis ein Meter Körperlänge. Bundenbach-Fossilien sind weiterhin Gegenstand intensiver Forschung. 2009 wurde der räuberische Gliederfüßer Schinderhannes bartelsi bekannt. Ein Beleg dafür, dass Vertreter der Euarthropoda von der kambrischen Explosion bis zum Unterdevon überlebten. 2022 konnte erstmals an einem Trilobiten ein Hyper-Facettenauge nachgewiesen und so die Vermutung von Wilhelm Stürmer bestätigt werden. Bundenbach-Fossilien markieren auch eine wichtige Veränderung im globalen marinen Ökosystem, der Devonischen Nekton-Revolution, der Eroberung des freien Wasserraums durch aktiv schwimmende Tiere, wie kiefertragende Fische und Ammonoideen.